# Ignata mulsus
Ignata mulsus is een vlinder uit de familie van de Lycaenidae. De wetenschappelijke naam van de soort werd als Thecla mulsus in 1907 gepubliceerd door Hamilton Herbert Druce.